# Ламия (град)
 Тази статия е за гръцкият град Ламия.  За чудовището от древногръцката митология вижте Ламия.  
Ламия (на гръцки: Λαμία) е град в Същинска Гърция, административен център на дем Ламия в област Централна Гърция. Ламия е с население от 58 601 жители (2001) и площ от 413, 50 км². Пощенският му код е 351 00, а телефонният 22310. Едно предположение за името на града е, че идва от митологичната Ламия.
Османското име на града е Зейтун или Зейтуни.

## География
Ламия е столица на Фтиотида. Намира се в плодородната долина по река Сперхей. Целият този регион е познат през средновековието и със славянобългарското име Равеница. Южно от града се намират Термопилите и Горгопотамос.

## История
Според легендата, Ламия е основана като столица на малийците. Районът ѝ е обитаван непрекъснато още от времето на бронзовата епоха. Местоположението ѝ е също стратегическо в Древна Гърция и въобще за Гърция и гърците, позволявайки през тесните Термопили достъп от и до Атика и Пелопонес, а на север едновременно и към Тесалия, и към Епир. И по тази причина през епохата елинизма избухва ламийска война след която Древна Атина изпада под контрола на Древна Македония.
В периода на късната античност Ламия е епископски център, удостоверително към 431 г. Според Синекдема на Йерокъл Ламия е един от общо 16-те градове на Тесалия към 535 г., което ще рече че според тогавашните географически представи Ламия и Фтиотида са част, или по-скоро приспадат към Тесалия.
През 7 век Ламия или по-скоро околностите ѝ са заети от склавините, което събитие е отразено в тогавашните хроники и през 869/870 г. Ламия е спомената с името Ζητοῦνιον, което етимологически значи Зърновград - от зърно. По време на българо-византийските войни Ламия е с ключово значение за ликвидирането на византийската/гръцка власт над Елада, поради и което в близост и южно от града се разиграва известната битка при Сперхей. По тази причина император Василий II Българоубиец преминава през Ламия, отделяйки ѝ специално внимание и отношение в триумфалния си път към Атина - след покоряването на Първата българска държава през 1018 г.
През 1165 г. Бенямин Туделски посещава града, отбелязвайки пребиваването в него на 50 еврейски семейства и постоянните нападения на куцовласите, обитаващи околните планини. По това време околностите на Ламия и цялата ѝ принадлежаща област е упомената с името Равеника или Равеница.
По време на Четвъртия кръстоносен поход кръстоносен поход, градът е превзет от участниците в него и е предаден на тамплиерите, които възстановяват крепостта на Ламия. През 1209/10 г. тамплиерите за прогонени от Ламия и града е предаден от император Анри Фландърски във владение на ломбардските барони от Солунското кралство. Вероятно от това време има и католически епископ на Равеница и Навпакт (Неопатрас). След 1223 г. Равеница и Навпакт за превзети от Епирското деспотство и поставени под властта на Теодор Комнин. През 1275 г. Навпакт и Равеница са предадени в зестра на дъщерята на Йоан I Дука - Елена Ангелина Комнина и те преминават в патримониума на Атинското херцогство, заради династичния ѝ брак за Уилям I де ла Рош – херцог на Атина. Вероятно от това време Ламия и въобще околността ѝ (известни със славянобългарското име Равеница), не се считат за част от Тесалия.
През целия 14 век, т.е. от 1318 до 1391 г., Ламия с т.нар. Равeница са във владение на каталунската компания, след което са отново част от Атинското херцогство. Рицарската крепост на Ламия е разрушена от Баязид I през 1394 г. След османския разгром в битката при Ангора, Ламия и Равеница са отново за кратко под византийска власт, докато в годините 1415-1426 са окончателно поставени под османска власт от сина на стария скопски бей - Турахан бей. През 1422 г. Турахан бей оглавява османски наказателен поход срещу византийския управител на Ламия - Кантакузин Страбомитеса. През 1444 г. армията на деспотство Морея ограбва града и околностите му.
Ламия е непрекъснато под османска власт от 1444 г. до 1832 г., когато е присъединена към новообразуваното кралство Гърция, след като сухоземната му граница е установена на линията Арта-Волос. На 22 март 1829 г. в Лондон е подписан протокол, който установява сухопътната граница с Османската империя на линията Аспропотаму - Зейтуни. По този начин градът остава извън Гърция, но това положение е веднага коригирано на следващата година и в крайна сметка Ламия е в състава на Гърция от 1832 г.
В Ламия е сформиран елитния Евзонски полк, с който Гърция участва на страната участва в известната интервенция на Антантата в Руската гражданска война. После полка участва във втората гръцка-турска война и в итало-гръцката война. По време на съпротивата, полка е разбит през април 1944 г. в сражение със силите на Гръцката освободителна армия. Предходно, по време на ВСВ, южно от Ламия, край село Горгопотамос, е осъществена първия саботьорски акт на въоръжената Съпротива в цяла континентална Европа - взривяването на железопътния мост край селото на жп линията Солун-Атина, с което е нарушен подвоза към Германския африкански корпус в Северна Африка.
По време на операция Марита, в битка при Термопилите (1941) южно от града, е решена съдбата на Елада по време на ВСВ, и знамето на Райха се развява над Акропола, с което всички англо-американски войски са прогонени от европейския материк.
През април 2003 г. в Ламия е учреден с указ на гръцкото правителство по това време Университет на Централна Гърция (на гръцки: Πανεπιστήμιο Στερεάς Ελλάδας), който ВУЗ набира първия курс студенти от учебната 2003/2004 г. по информатика, а от 2005 г. - и по икономика. Университетът има изнесено обучение и в Ливадия (Централна Гърция). В Ламия има още и Висш технически институт.

## Личности
Родени в Ламия
- Арис Велухиотис (27 август 1905 - 16 юни 1945), участник в Гръцката съпротива и член на ЦК на КПГ

Починали в Ламия
- Василиос Атанасиу (1790 – 1839), участник в Гръцката война за независимост